# Mobility Resort Motegi

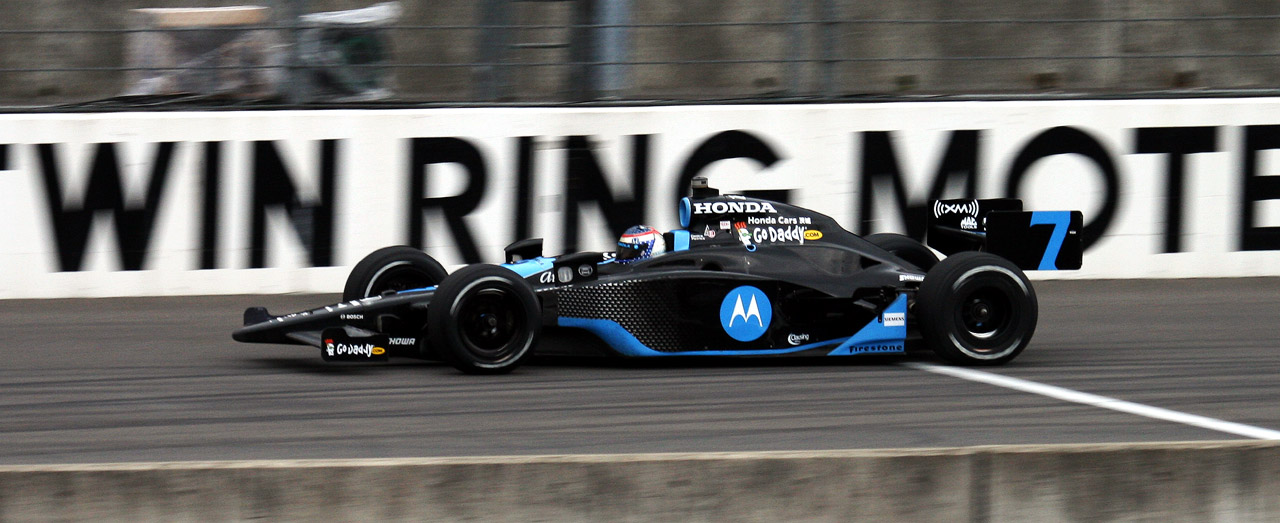
Danica Patrick em 2008, primeira mulher a vencer na IRL.

Mobility Resort Motegi (anteriormente Twin Ring Motegi) é um autódromo localizado em Motegi, Japão.
Construído pela Honda Motor Company, foi inaugurado em 1998, com 2,493 km em oval (1,549 milha) e 4,801 km (2,983 milhas) em circuito misto. Em seu ano de inauguração recebeu uma corrida de exibição da NASCAR.
Motegi apresenta problemas quanto a visibilidade dos espectadores: o circuito oval atrapalha a visão do misto. Outros problemas são acessibilidade ao autódromo e hospedagem. Parte do circuito oval é sobreposto no circuito misto, e dois túneis neste último fazem a separação.
Recebeu corridas da CART entre 1998 e 2002, da IndyCar Series entre 2003 e 2011 (sendo a última disputada no circuito misto devido aos danos no oval no sismo e tsunami de Tohoku de 2011).
Recebe a MotoGP desde o ano de 2000, entre 2000 e 2003 no Grande Prêmio do Pacífico de Motovelocidade e desde 2004 no Grande Prêmio do Japão de Motovelocidade, também recebe a Super GT e a Super Formula.